# اجاک‌سر
اجاک‌سر، روستایی است از توابع بخش مرکزی شهرستان بابلسر در استان مازندران ایران.

## جمعیت
این روستا در دهستان بابلرود قرار داشته و براساس آخرین سرشماری مرکز آمار ایران که در سال ۱۳۸۵ صورت گرفته، جمعیت آن ۲۸۰۲نفر (۷۴۸خانوار) بوده‌است.
== 